# Jelenča
Jelenča (en serbe cyrillique : Јеленча) est une localité de Serbie située sur le territoire de la ville de Šabac, district de Mačva. Au recensement de 2011 elle comptait 1 706 habitants.
Jelenča est officiellement classée parmi les villages de Serbie.

## Démographie

### Évolution historique de la population
| 1948 | 1953 | 1961  | 1971  | 1981  | 1991  | 2002  | 2011  |
| ---- | ---- | ----- | ----- | ----- | ----- | ----- | ----- |
| 526  | 607  | 1 133 | 1 579 | 1 950 | 1 902 | 1 803 | 1 706 |

|  |